# Villemoutiers
Villemoutiers é uma comuna francesa na região administrativa do Centro, no departamento Loiret. Estende-se por uma área de 15,97 km². Em 2010 a comuna tinha 493 habitantes (densidade: 30,9 hab./km²).